# Gymnothorax melanosomatus
Gymnothorax melanosomatus is een straalvinnige vissensoort uit de familie van de murenen (Muraenidae). De wetenschappelijke naam van de soort is voor het eerst geldig gepubliceerd in 2011 door Loh, Shao & Chen.